# Melanoblossia ansie
Espèce
Melanoblossia ansie est une espèce de solifuges de la famille des Melanoblossiidae.

## Distribution
Cette espèce est endémique de Namibie. Elle se rencontre dans le parc national de Sperrgebiet.

## Description
Le mâle holotype mesure 9,27 mm.

## Étymologie
Cette espèce est nommée en l'honneur d'Ansie S. Dippenaar-Schoeman.

## Publication originale
- Bird & Wharton, 2015 : Description of a new solifuge Melanoblossia ansie sp n. (Solifugae, Melanoblossiidae) with notes on the setiform flagellar complex of Melanoblossiinae Roewer, 1933. African Invertebrates, vol. 56, no 2, p. 515-525 (texte intégral).